# Simaba

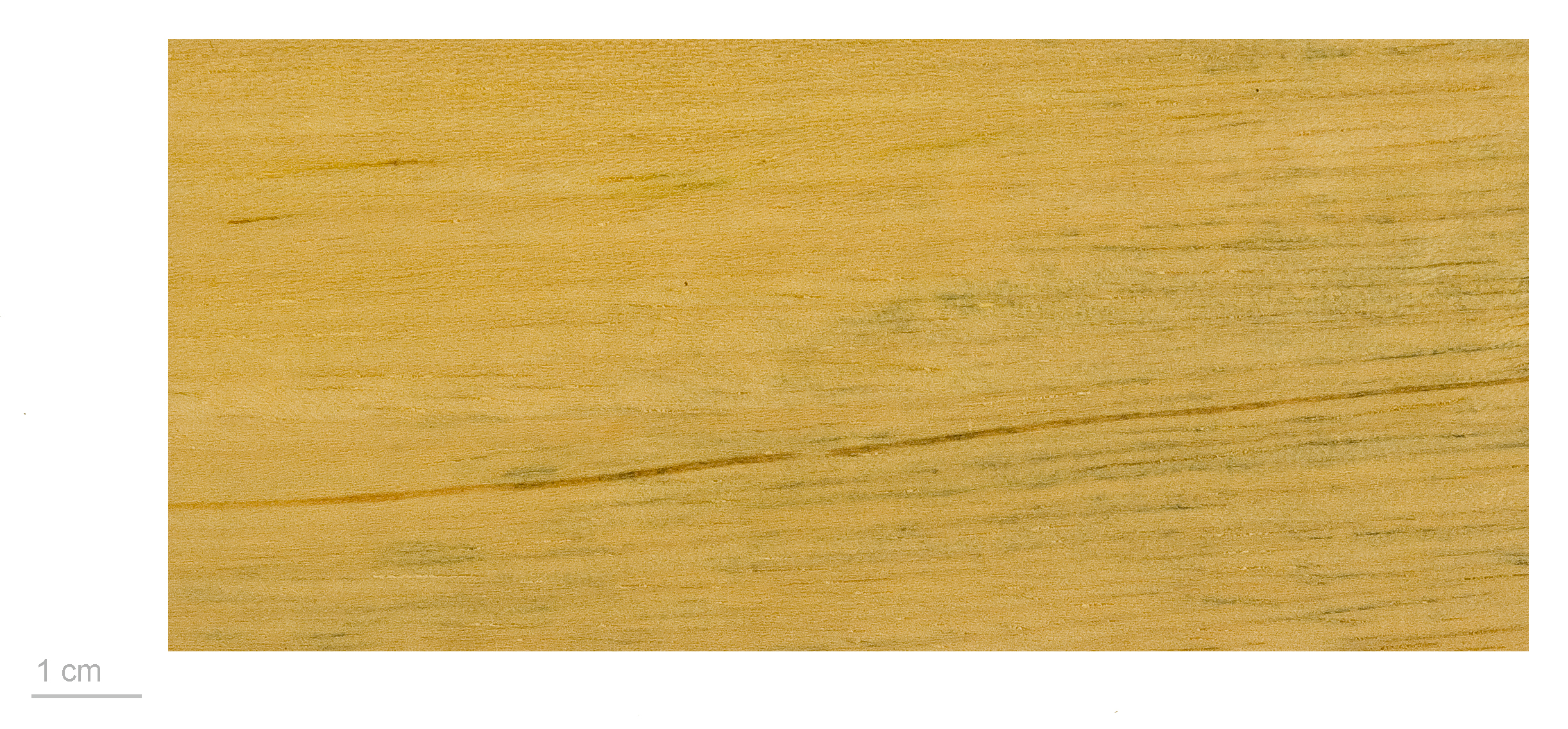
Simaba morettii

Simaba es un género con unas 50 especies de plantas perteneciente a la familia Simaroubaceae.

## Especies seleccionadas
- Simaba africana
- Simaba alata
- Simaba angustifolia
- Simaba aruba
- Simaba bahiensis
- Simaba baileyana
- Simaba cedron – cedrón